# Észak-Erdély
Észak-Erdély (románul: Transilvania de Nord) általánosabb értelemben Erdély északi része, konkrétabban a második bécsi döntés nyomán 1940-től 1944-ig Romániától Magyarországhoz visszakerült terület elnevezése.

## Földrajz
Az 1940. augusztus 30-án kihirdetett német–olasz döntőbírói határozat értelmében meghúzott új határ Nagyszalontától délre – a magyarországi Kötegyán községnél – vált ki a trianoni határból, ahonnan a Sebes-Körös folyását követte, majd a Király-hágótól délre átszelte az Erdélyi-érchegységet, és közvetlenül délről kerülte meg Kolozsvárt (Torda már a román oldalon maradt). A várostól keletre északnak fordult, majd egy félkört írt le („Göring-has”). Marosvásárhelytől nagyjából a nyelvi határokat követte, Székelyföld délkeleti sarkától pedig  a Keleti-Kárpátok gerincén futó történelmi határt a Máramarosi-havasokig.
Az új határ magyar oldalát szegélyező települések: Nagyszalonta – Nagyvárad – Bánffyhunyad – Kolozsvár – Szék – Nagynyulas – Mezősámsond – Nyárádtő – Székelykeresztúr – Barót – Sepsiszentgyörgy – Uzon – Zágon. A bécsi döntéssel megvont, Erdélyt átszelő új vonal keleti vége a Háromszéki-havasokban, a Lakóca hegy csúcsánál csatlakozik vissza a történelmi Magyar Királyság régi határvonalához, innen a régi határral azonosan a Kárpátok gerincén halad északnyugat felé.
Összesen 43 104 km²-es terület került vissza Magyarországhoz, benne Székelyföld nagyobb része.

## Történelem

### A második bécsi döntés

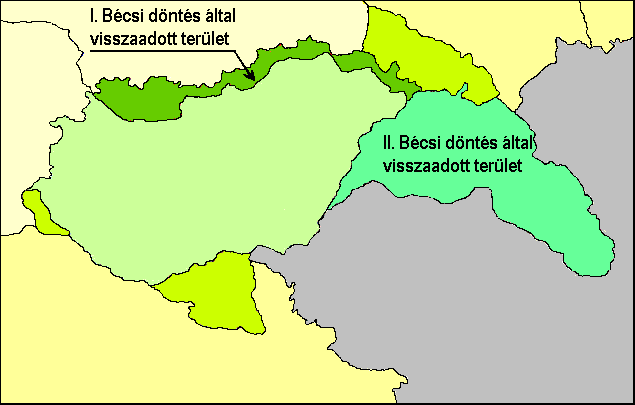
Magyarország a bécsi döntések után

Észak-Erdélyt az 1940. augusztus 30-án kihirdetett második bécsi döntés ítélte Magyarországnak. A magyar rádióban délután negyed ötkor jelentették be a hírt. A visszacsatolt területek magyar nemzetiségű lakosai örömmel, a román fennhatóság alatt maradt dél-erdélyi területeken élő magyarok megdöbbenéssel fogadták a híradást. Román oldalon elkeseredettség és düh volt a jellemző reakció; ez a területveszteség ráadásul az év folyamán már a harmadik volt Besszarábia és Bukovina, valamint Dél-Dobrudzsa után.
A döntést követően a rend számos helyen felbomlott, és magyar-, zsidó-, sőt németellenes atrocitások is történtek. A magyar lakosság önvédelmi gárdák, polgárőrségek szervezésével próbálta helyreállítani a rendet. a kivonuló román katonaság és csendőrség több helyütt a polgári lakosság ellen fordult, ami többek között Bihardiószegen, Nagyváradon, Kolozsváron, Sepsiszentgyörgyön, Marosvécsen és Szatmárnémetiben is halálos áldozatokat követelt.

### A honvédség bevonulása

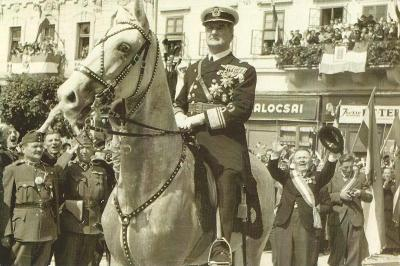
Horthy Miklós 1940. szeptember 5-én Szatmárnémetiben

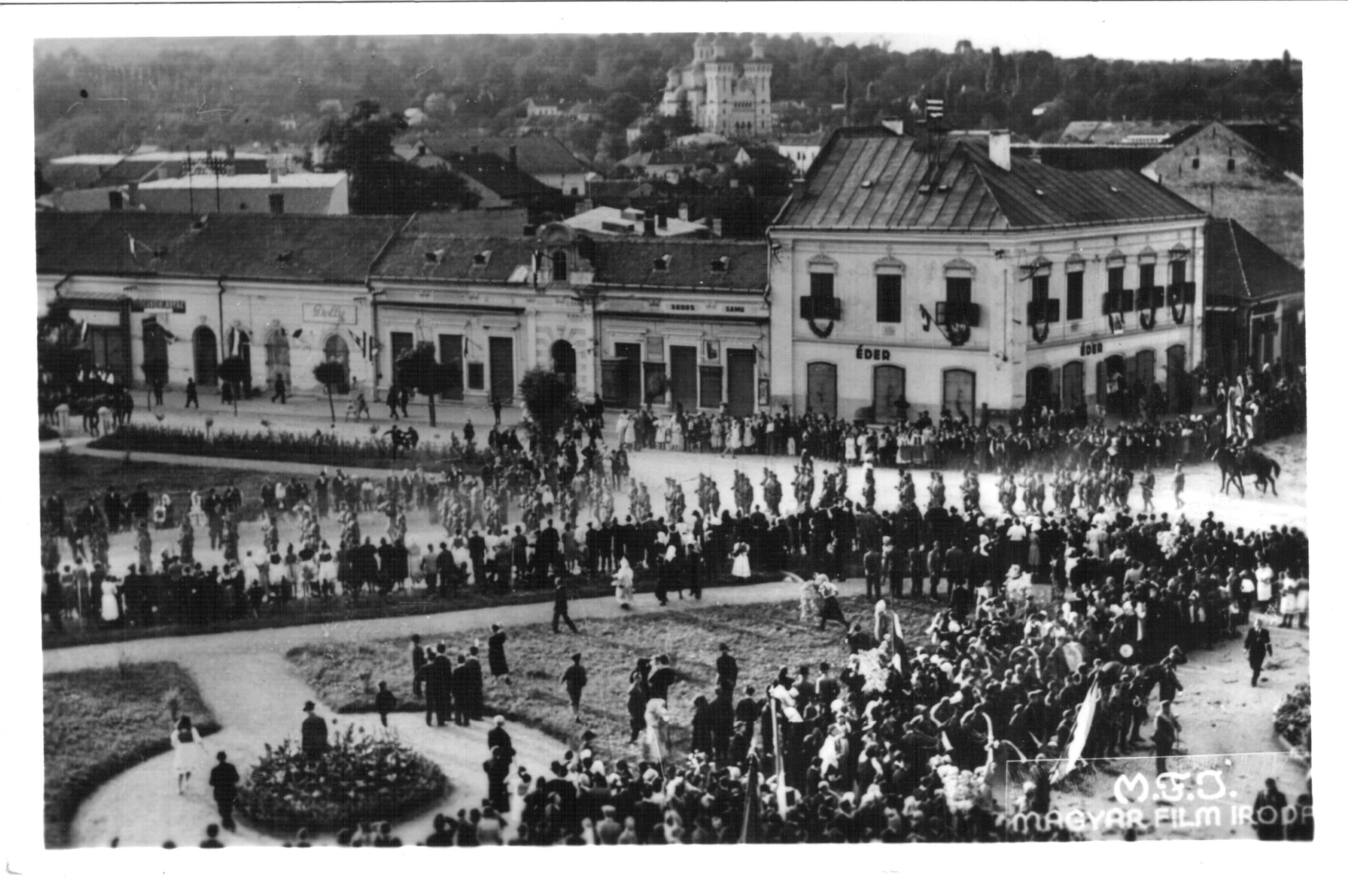
Zilah lakói köszöntik a bevonuló magyar hadsereget szeptember 8-án

A magyar honvédség szeptember 5-én lépte át a határt Szatmárnál, Máramarosszigetnél és Nagykárolynál. A gyorshadtest szeptember 13-án érte el Sósmezőt, az addigi magyar határoktól legtávolabbi pontot.
A bevonuló honvédcsapatokat a magyarlakta településeken ünneplés fogadta. A német lakosság jóval hűvösebben reagált, gyakran horogkeresztes zászlókkal fogadta a bevonulókat; a magyarosodottabb svábok azonban sokszor a magyarokhoz hasonlóan örültek a változásnak. A román népesség legtöbbször visszahúzódott házaiba. A helyi zsidó lakosság – a Vasgárda romániai hatalomra jutása miatt – többnyire rokonszenvvel fogadta a magyar honvédséget.
A bevonuló csapatoknak a hírszerzés információi alapján gerillatámadásokra, aknákra és más ellenséges akciókra is fel kellett készülniük, ami sokszor erős gyanakváshoz vezetett, és a felmerülő konfliktusok fegyveres rendezését is előkészítette. A román szakirodalom – román források alapján – 919 magyarok által megölt román nemzetiségű áldozatot tart nyilván 1940. augusztus 30. és november 1. között; bár a szám valószínűleg eltúlzott, a tömeggyilkosságok, megtorló akciók ténye vitathatatlan. Az egyik legtöbb – különböző források szerint 86–93 – halálos áldozatot az ördögkúti mészárlás követelte szeptember 9-én, de a néhány nappal későbbi ippi mészárlás 157 áldozata még ezt is meghaladta. Hasonló atrocitásokra került sor többek között Márkaszéken és Omboztelkén is; utóbbival kapcsolatban ítélte el a háború után a román népbíróság Wass Albert írót és apját, Wass Endrét egy több szempontból problémás eljárás során. A honvédség megtorló akciói mellett helyenként (például Bánffyhunyadon) a helyi magyar lakosság részéről is sor került népítéletekre.

### Katonai közigazgatás
A bevonulást követően, szeptember 14-én katonai közigazgatás lépett érvénybe Észak-Erdélyben, ami egészen november 26-ig érvényben maradt. Az előkészületeket (például kinevezéseket, képzéseket) már 1940 nyarán megkezdték. A katonai közigazgatás bevezetésének célja az első, konfliktusos időszak kézben tartása, valamint a polgári közigazgatás számára felkészülési idő biztosítása volt. Ebben az időszakban a közigazgatást katonatisztek irányították, a pártokat időlegesen betiltották, és utazási korlátozások voltak érvényben.
A katonai közigazgatás csúcsát a Fővezérség jelentette. Ez alatt három szint működött: az alsó a 72 járási, illetve 21 városi katonai parancsnokság, amelyek helyi szinten az igazságszolgáltatás kivételével gyakorlatilag mindent irányíthattak; a középső 11 a vármegyei katonai parancsnokság, a harmadik pedig a hadsereg-parancsnokság. Utóbbiból néhány napig három működött (egy-egy Szatmárnémetiben, Marosvásárhelyen és Kolozsváron), de hamarosan az egész terület irányítása az 1. hadsereg Kolozsvárra költöző közigazgatási csoportjához került. A katonai közigazgatás csendőrökkel, pénzügyőrökkel, tűzoltókkal együtt csaknem 6000, postásokkal, vasutasokkal és egyéb tisztviselőkkel együtt 8–10 000 embert állított munkába.
A katonai közigazgatás működését a vezérkari főnökség által kiadott, Utasítás a katonai közigazgatás megszervezésére a felszabaduló Erdély területén című füzet és a hozzá tartozó tájékoztatók (a szakzsargonban „Szürke könyv”) jelentette. A szakszerű, de egyes kitételeivel túlkapásokra is lehetőséget adó szöveg szerint katonai közigazgatásnak tisztelettel kell viszonyulnia a magyar történelmi egyházakhoz, és a döntésekben a helyi lelkészek véleményére kell támaszkodni. A nemzetiségekkel szemben előzékeny bánásmódot írt elő. Számos sajtórendészeti rendelkezést is tartalmazott, amelyek alapján a katonai közigazgatás számos lapot (többségében, de nem csak román nyelvűeket) betiltott; ezek egy része később újraindulhatott.
A katonai közigazgatás a feladatokat zökkenőmentesen vette át a román közigazgatástól, és feladatait nagyrészt elvégezte, ennek ellenére működése nem tekinthető egyértelműen sikeresnek. Farkas László polgári előadó szerint „meglehetősen idegen testként mozgott az ottani népességben”. Hlatky Endre kormánymegbízott összegző jelentése szerint a katonai parancsnokok számos jogsértő intézkedést hoztak, hatáskörüket gyakran túllépték; például önhatalmúlag kitelepítéseket rendeltek el, indoklás nélkül őrizetbe vettek és akár egy hónapon túl ott tartottak embereket, vagy zsidó lakosokat internáltak. Az alkalmatlannak bizonyulókat nem váltották le, így a honvédség kezdeti jó hírneve komolyan megkopott. A katonai közigazgatás korabeli polgári megfigyelők szerint túl sokáig tartott, és megfelelő ellenőrzési mechanizmusok híján tág teret nyújtott a helyi parancsnokok önkényének.
A hadsereg a katonai közigazgatás lezárulta után is jelentős szereplője maradt az erdélyi társadalmi életnek.

## Népesség

Észak-Erdély etnikai összetétele az 1930-as román népszámlálás szerint

Az 1930-as román népszámlálás szerint a területen 2 394 000 fő élt, ebből 912 000 fő (38%) magyar, 1 177 000 fő (49,2%) román.
Az 1941-es magyar népszámlálás adatai ezzel szemben 1 380 000 magyart, valamivel több mint egymillió románt, illetve 40 000 németet számlált.